# Tillandsia roseospicata
Tillandsia roseospicata är en gräsväxtart som beskrevs av Eizi Matuda. Tillandsia roseospicata ingår i släktet Tillandsia och familjen Bromeliaceae. Inga underarter finns listade i Catalogue of Life.